# Dekanija Jarenina
Dekanija Jarenina je rimskokatoliška dekanija Nadškofije Maribor.
13. decembra 2006 je bila dekanija izločena iz Mariborskega naddekanata in vključena v novoustanovljeni Slovenjegoriški naddekanat.

## Župnije
- Župnija Gornja Sveta Kungota
- Župnija Jarenina
- Župnija Pesnica
- Župnija Spodnja Sveta Kungota
- Župnija Svečina
- Župnija Sv. Jakob v Slovenskih Goricah
- Župnija Sv. Jurij ob Pesnici
- Župnija Sv. Marjeta ob Pesnici
- Župnija Št. Ilj v Slovenskih goricah